# Jaroslav Horák (politik, 1871)
Jaroslav Horák, též Jaroslav J. Horák (3. února 1871 Rostoklaty – 27. prosince 1946 Praha) byl český a československý politik; meziválečný senátor Národního shromáždění ČSR za Československou živnostensko-obchodnickou stranu středostavovskou.

## Biografie

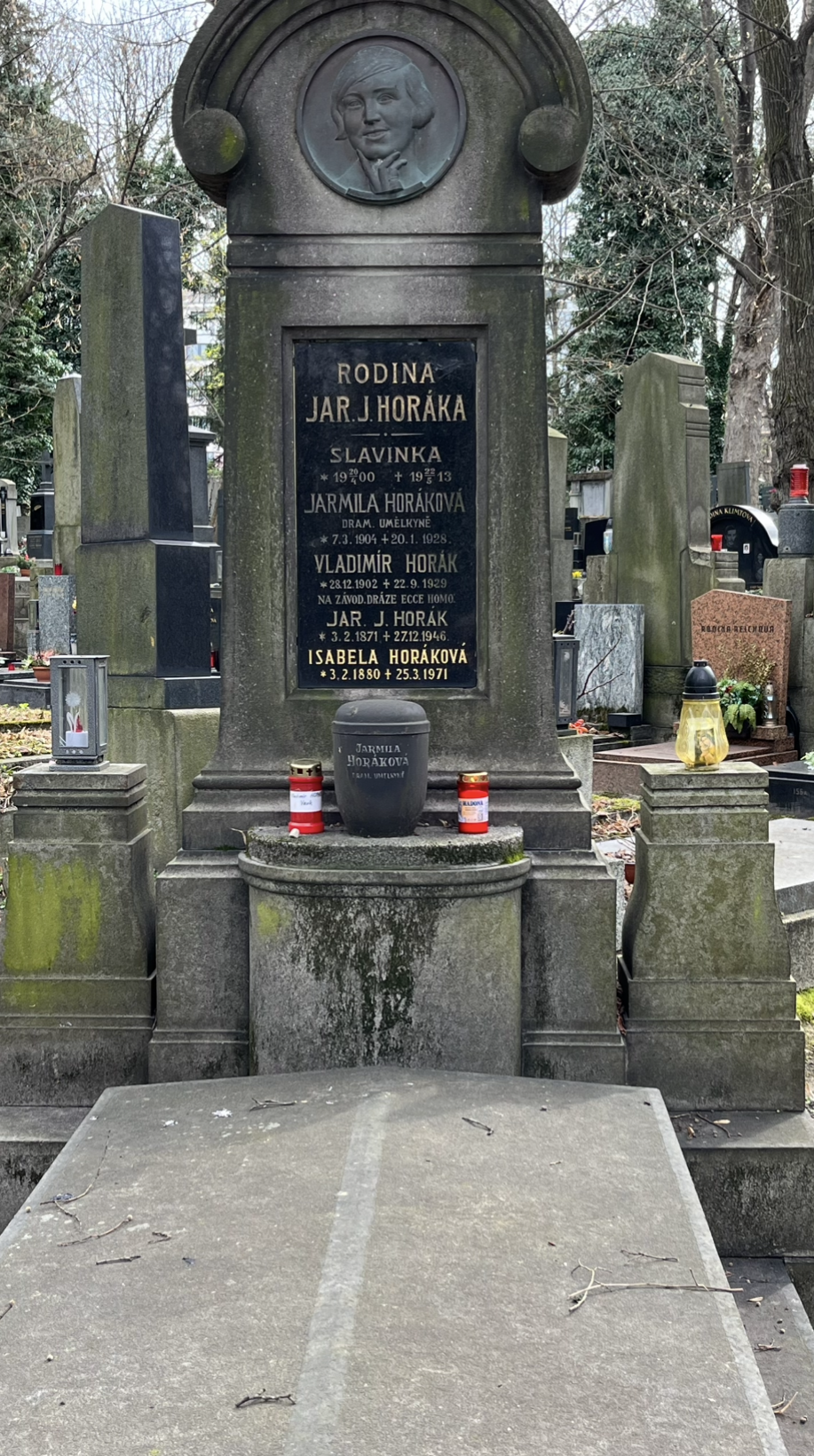
Hrob Jaroslava Horáka na Olšanských hřbitovech

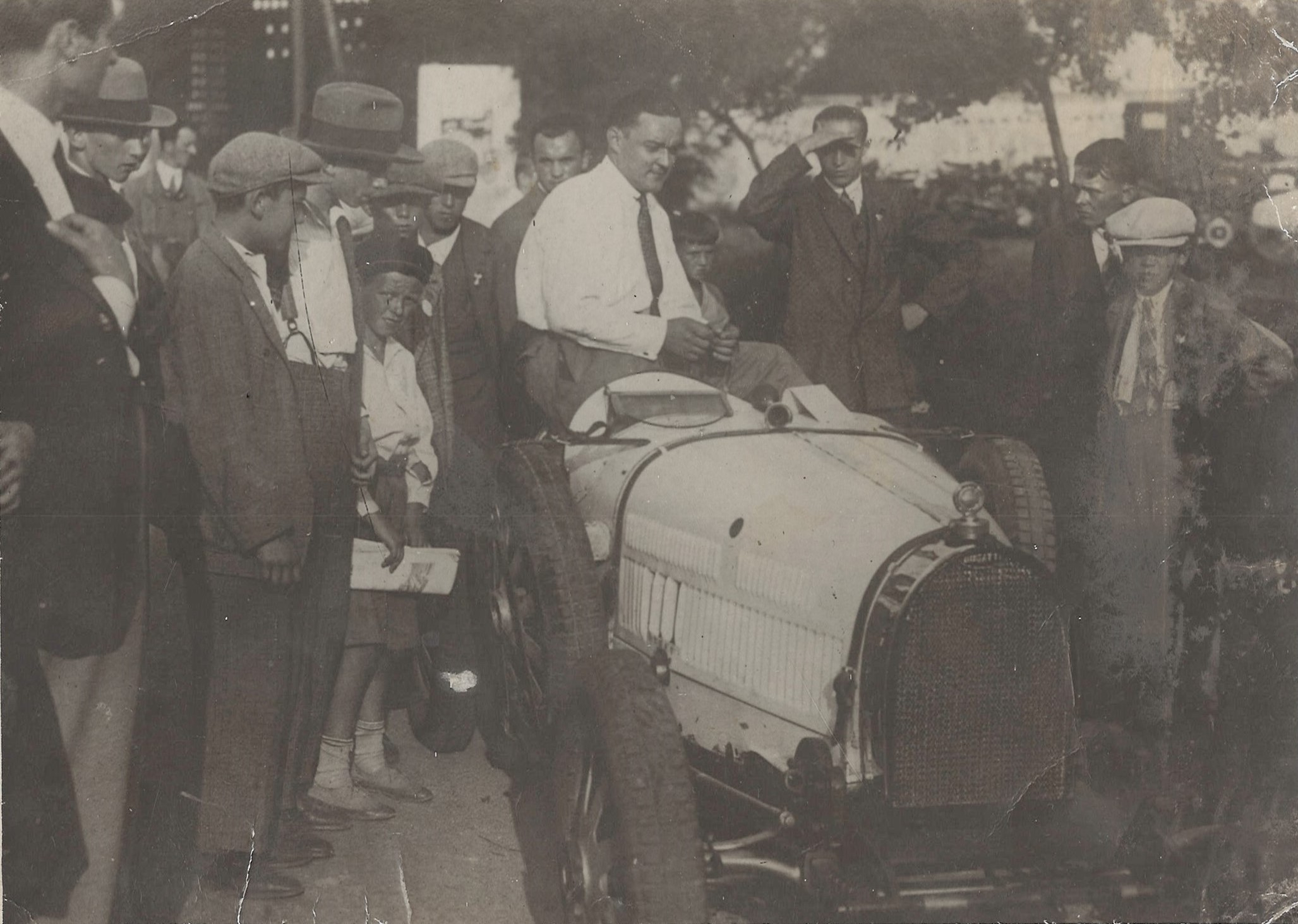
Jaroslavův syn Vladimír, závodník Bugatti T35

Profesí byl majitelem závodu řeznického a uzenářského v Praze.
Po parlamentních volbách v roce 1929 získal za Československou živnostensko-obchodnickou stranu středostavovskou senátorské křeslo v Národním shromáždění. Mandát ale nabyl až dodatečně roku 1932 jako náhradník poté, co rezignoval senátor Emanuel Trčka.

## Osobní život
Dne 14. srpna 1898 se v Chotýšanech oženil s Isabelou Hackelovou, s níž měl sedm dětí. Jeho dcerou byla herečka Jarmila Horáková, synem automobilový závodník Vladimír Horák.